# Ellie Faulkner
Ellie Faulkner (Sheffield, 5 januari 1993) is een zwemmer uit het Verenigd Koninkrijk.
In 2014 nam Faulkner deel aan de Gemenebestspelen. Op de 4x200 meter estafette behaalde ze een bronzen medaille.

## Olympische Spelen
In 2010 nam Faulkner deel aan de Olympische Jeugdzomerspelen 2010 aan de 100, 200 en 400 meter vrije slag, en de 100 meter vlinderslag. Op de 400 meter vrije slag haalde ze een bronzen medaille.
Op de Olympische Zomerspelen 2012 nam ze deel aan de 800 meter vrije slag en de 4x200 meter estafette.
Op de Olympische Zomerspelen van Rio de Janeiro in 2016 nam ze deel aan de 200 meter vrije slag.